# 덕 (소부)
덕(德, ? ~ 기원전 105년)은 전한 중기의 관료이다. '덕'은 이름자로, 성씨는 알 수 없다. 주수창(周壽昌)은 덕이 수형도위 덕과 동일인물로, 수형도위에서 소부로 전임된 것이라고 주장하였다.

## 생애
원봉 6년(기원전 105년) 당시 소부였는데, 죄를 지어 스스로 목숨을 끊었다.

## 출전
- 반고, 《한서》 권19하 백관공경표(百官公卿表) 下

| 전임 왕온서 | 전한의 소부 ? ~ 기원전 105년 | 후임 왕위 |